# 1937–1938-as magyar női nagypályás kézilabda-bajnokság
Az 1937–1938-as magyar női nagypályás kézilabda-bajnokság a tizenegyedik női nagypályás kézilabda-bajnokság volt. A bajnokságban hat csapat indult el, a csapatok két kört játszottak.
Ettől az évtől kezdve rendezték a téli hónapokban a terembajnokságokat. A meccseket egy helyszínen, reggeltől estig folyamatosan rendezték a hétvégeken. A közönség körében hamar igen népszerű lett.

## Tabella
| #  | Csapat                    | M  | Gy | D | V | G+ | G- | P  | Megjegyzés |
| -- | ------------------------- | -- | -- | - | - | -- | -- | -- | ---------- |
| 1. | Goldberger SE             | 10 | 10 | 0 | 0 |    |    | 20 |            |
| 2. | Magyar Pamut SC           | 10 | 7  | 0 | 3 |    |    | 14 |            |
| 3. | Olympia DNSE              | 10 | 6  | 0 | 4 |    |    | 12 |            |
| 4. | Angol–Magyar Cérnagyár SC | 10 | 5  | 0 | 5 |    |    | 10 |            |
| -  | Vívó és Atlétikai Club    | -  | -  | - | - | -  | -  | -  | Törölve    |
| -  | Váci Fonó SK              | -  | -  | - | - | -  | -  | -  | Törölve    |

* M: Mérkőzés Gy: Győzelem D: Döntetlen V: Vereség G+: Dobott gól G-: Kapott gól P: Pont
Megjegyzés: A forrás nem közli a dobott és kapott gólokat.

## II. osztály
1. Olympia DNSE, 2. Goldberger SE, 3. AMC SC, 4. Kistex SE, 5. GFB SE, 6. MPSC.

## Terembajnokság
| #  | Csapat                 | M | Gy | D | V | G+ | G- | P |
| -- | ---------------------- | - | -- | - | - | -- | -- | - |
| 1. | Olympia DNSE           | 2 | 2  | 0 | 0 | 21 | 0  | 4 |
| 2. | Goldberger SE          | 2 | 1  | 0 | 1 | 2  | 2  | 2 |
| 3. | Vívó és Atlétikai Club | 2 | 0  | 0 | 2 | 1  | 22 | 0 |

* M: Mérkőzés Gy: Győzelem D: Döntetlen V: Vereség G+: Dobott gól G-: Kapott gól P: Pont